# 派恩布什 (紐約州)
派恩布什（英語：Pine Bush）是位於美國紐約州奧蘭治縣的普查規定居民點。

## 人口
根據2020年美國人口普查的數據，派恩布什的面積為5.46平方千米，皆為陸地。當地共有人口1751人，而人口密度為每平方千米320.7人。